# Keep It True
Das Keep It True ist ein von 2003 bis 2008 zweimal, ab 2009 einmal jährlich stattfindendes Musikfestival mit Bands aus dem eher traditionellen Metalbereich. Es wurde von Tarek Maghary (Sänger der Heavy-Metal-Band Majesty) und Oliver Weinsheimer (Redakteur der Zeitschrift „Rock Hard“) vor allem als Festival „von Fans für Fans“ ins Leben gerufen und fand von Beginn an in Lauda-Königshofen in der Tauberfrankenhalle statt. Die Posthalle in Würzburg diente 2008 einmalig als Ausweichstandort.
2021 wurde mit dem Keep It True Rising ein aus der Corona-Pandemie geborenes Schwesterfestival etabliert. Das KIT Rising fand jährlich im Herbst in der Posthalle Würzburg statt und glich dem Original in Konzeption und musikalischer Ausrichtung. 2024 fand das vierte KIT Rising vor ca. 2400 Zuschauern statt. Die Veranstalter kündigten an, dass es keine weiteren Keep It True Rising Festivals mehr geben werde und man sich nun voll und ganz auf das Hauptfestival in Lauda-Königshofen konzentrieren wolle.

## Geschichte
Ursprünglich als eintägige Samstagsveranstaltung geplant, wurde Keep It True schon im zweiten Jahr um eine offizielle Warm-up-Show am Freitag erweitert. Während die erste Warm-up-Show noch in einem Zelt in der Nähe des Veranstaltungsortes auf dem Gelände des Alibi stattfand, verlegte man diese zum KIT III in den Pfarrkeller in Lauda. Da aber auch dieser Raum bereits beim nächsten Festival zu klein geworden war, zog man in die kleine Sporthalle in Dittigheim, wo die Warm-up-Show bis zum KIT VIII stattfand. Für die Warm-up-Show musste eine gesonderte Eintrittskarte erworben werden. Ab dem KIT VII bis KIT IX gab es im November nur noch ein kleines Festival in Dittigheim ohne Warm-up-Show.
Das KIT X fand im April 2008 in der Tauberfrankenhalle in Lauda-Königshofen erstmals als eine vollwertige zweitägige Veranstaltung statt. Mit der elften Auflage des Festivals im November 2008, das einmalig in Würzburg stattfand, beendete man die zweimal im Jahr stattfindenden Editionen. Seit April 2009 findet das Festival einmal jährlich im April als zweitägige Veranstaltung ohne Warm-up-Show statt.
2020 musste das Keep It True aufgrund der COVID-19-Pandemie abgesagt werden. 2021 musste das Keep It True in Königshofen ebenfalls abgesagt werden, da die Tauberfrankenhalle während der COVID-19-Pandemie im Main-Tauber-Kreis als Kreisimpfzentrum des Landkreises genutzt wurde. Ein ursprünglich geplantes Keep It True 2022 in Königshofen wurde auf 2023 verschoben und fand statt. Kurz vor dem Festival 2024 wurde für 2025 angekündigt, dass der Eintrittspreis 2025 von 129 Euro wieder auf 109 Euro gesenkt werde. Diese Preissenkung fand als Reaktion auf Kritik der Festivalbesucher statt.
Im November 2021 wurde mit dem Keep It True Rising erstmals ein zweites, stilistisch ähnliches Festival in der Würzburger Posthalle veranstaltet, da die Tauberfrankenhalle in Königshofen nicht genutzt werden konnte. Das Keep It True Rising fand auch 2022 und 2023 jeweils Anfang Oktober in der Posthalle in Würzburg statt und soll 2024 zum letzten Mal stattfinden, da sich die Veranstalter wieder auf das eigentliche Keep It True konzentrieren wollen.
Mit dem Hammer of Doom und dem Metal Assault sind weitere genrespezifische Festivals aus dem KIT hervorgegangen.

## Besonderheiten

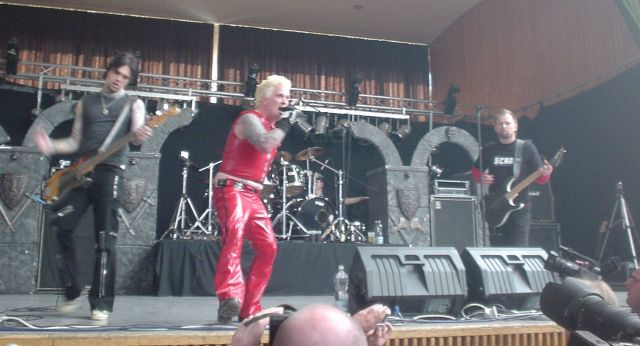
Torch live beim KIT IV

Die Bandauswahl folgt nicht den üblichen Richtlinien eines typischen Mainstream-Festivals: Überwiegend treten internationale Bands auf, die dem Heavy- und Power-Metal-Spektrum zugeordnet werden können. Da es kaum solche spezialisierten Festivals gibt, erfreut sich Keep It True seit Beginn einer festen Anhängerschaft in der Szene und ist mittlerweile über die Bundesgrenzen hinaus eine feste Größe.
Als Headliner fanden sich schon Szenegrößen wie Virgin Steele, Riot, Jag Panzer oder Omen. Besondere Aufmerksamkeit wurde dem Festival zuteil, wenn Bands wie Deadly Blessing oder Torch auf dem Keep It True ihren ersten Bühnenauftritt seit mehreren Jahren absolvierten. Nicht selten reisen sogar Fans aus dem Ausland an, um sich die Reunion ihrer Lieblingsgruppe nicht entgehen zu lassen.
Die vergleichsweise günstigen Eintrittspreise realisiert das Festival mit Hilfe von teils namhaften Sponsoren wie Massacre Records oder dem Rock Hard sowie zahlreichen ehrenamtlichen Helfern, des Weiteren wird Keep It True nicht hauptberuflich veranstaltet und ist dementsprechend nicht auf Gewinnmaximierung aus.

## Kritik
Vereinzelt gab es von der Fachpresse schlechte Noten für Bands, die offensichtlich aufgrund langer Schaffenspause schlecht eingespielt waren (z. B. Hallows Eve) oder bei denen der Sound nicht den Erwartungen entsprach. Organisation und Ablauf des Festivals wurden jedoch einhellig positiv beurteilt.

## Veröffentlichungen
Zu den einzelnen Konzerten erscheinen jeweils DVDs oder LPs. Zum KIT X am 4. und 5. April 2008 erschien zudem das Keep It True Festival History Book. Das Buch enthält Reviews und Fotos aller bisherigen Keep-It-True-Festivals sowie kurze Äußerungen von vielen Bands, die auf dem Keep It True gespielt haben. Zum KIT XX am 28. und 29. April 2017 erschien ein zweiter Teil des Keep It True Festival History Book mit ähnlichem Inhalt. Der zweite Band umfasst die Jahre 2008 bis 2016.  

## Line-Ups

### Keep It True – Line-Ups

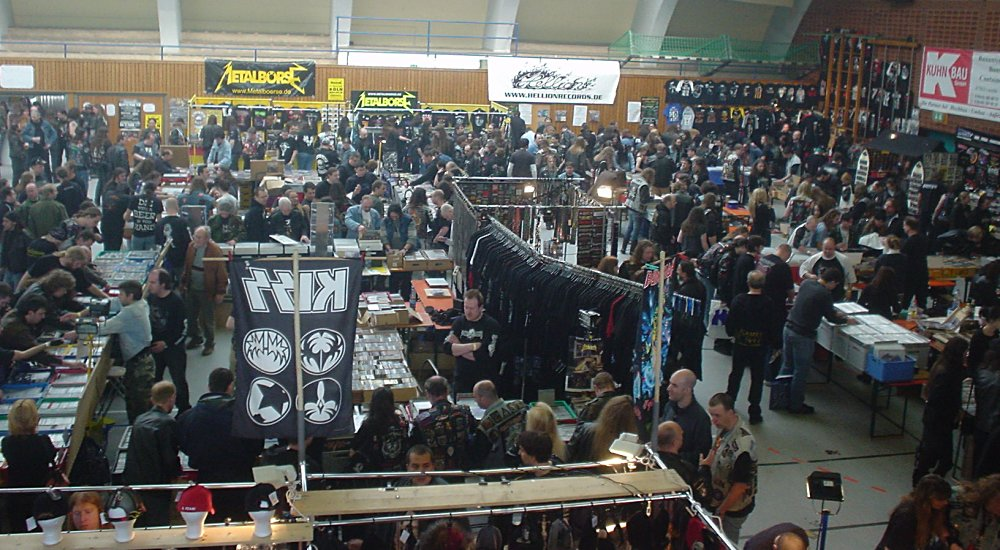
Metalbörse am Vormittag des KIT VI

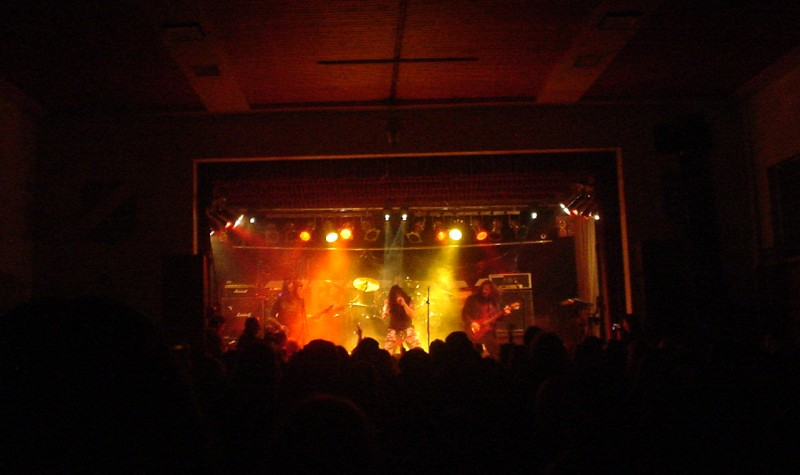
Drifter in der Sporthalle Dittigheim bei der Warm-up-Show zum KIT VI

- Keep It True I (19. Juli 2003)

Festival: Eternal Reign, Bloodstained, Gunfire, Malediction, Killer j, Killers, Solitaire, Doomsword, Majesty, Brocas Helm, Omen, Solemnity
- Keep It True II (9./10. April 2004)

Warm-up-Show: Wotan, Battleroar, Battle Ram, Ritual Steel
Festival: Holy Martyr, Ironsword, Dark Quarterer, Elixir, Wizard, Attacker, Cloven Hoof, Majesty, Blitzkrieg, Halloween, Manilla Road
- Keep It True III (5./6. November 2004)

Warm-up-Show: Rain, Ligeia, Ram, Destiny
Festival: Repent, Metal Inquisitor, Rottweiler, Witchfynde, Sacred Steel, Jaguar, Tyrant’s Reign, Stormwitch, Hallows Eve, Helstar, Destination's Calling
- Keep It True IV (1./2. April 2005)

Warm-up-Show: Lanfear, Martyr, Adramelch, ShadowKeep
Festival: Insane, Paragon, Thunder Rider, Torch, Overlorde, Majesty, Deadly Blessing (erster Auftritt nach 17 Jahren Bühnenabstinenz), Count Raven, Agent Steel, Vortex
- Keep It True V (4./5. November 2005)

Warm-up-Show: Strikelight, Emerald, Powergod, Anvil
Festival: Ignitor, Forsaken, Stormwarrior, Skullview, Slough Feg, Intruder (Band), Ruffians, Jag Panzer, Raven, Virgin Steele
- Keep It True VI (7./8. April 2006)

Warm-up-Show: Dantesco, Seven Witches, Drifter, Assassin, Demon
Festival: Wotan, Powervice, Darkness, Axehammer, Silver Fist, Grim Reaper, Paradox, Solitude Aeturnus, Ross the Boss, Riot, Exciter
- Keep It True VII (4. November 2006, Sporthalle Dittigheim)

Heir Apparent, Ross the Boss (als Ersatz für Flotsam and Jetsam), Onslaught, Wolf, Warhammer, Arctic Flame, Messenger
- Keep It True VIII (13./14. April 2007)

Warm-up-Show: Destructor, Tankard, Warrant, Ivory Night
Festival: Lääz Rockit, Diamond Head, Sabbat, Lethal, Destructor, Piledriver, Defender, Twisted Tower Dire, Bullet, Cauldron
- Keep It True IX (3. November 2007, Sporthalle Dittigheim)

Leatherwolf, Hirax, Sacred Oath, Pagan Altar, Steel Assassin, Portrait, Enforcer
- Keep It True X (4./5. April 2008, Tauberfrankenhalle Lauda-Königshofen)

4. April: Battleroar, Strike Master, Merciless Death, Sentinel Beast, Metal Inquisitor, Attacker, Omen, Helstar, Titan Force
5. April: Battle Ram, Fueled by Fire, Demon Eyes, Crescent Shield, Pharaoh, Cage, Doomsword, Heathen, Manilla Road, Jag Panzer
- Keep It True XI (15. November 2008, Posthalle Würzburg)

Hellhound, Cast Iron, Timelord, Faith Factor, Evil, Artillery, Tokyo Blade, Girlschool, Nasty Savage, Flotsam and Jetsam
- Keep It True XII (24./25. April 2009, Tauberfrankenhalle Lauda-Königshofen)

24. April: Lizzy Borden, Abattoir, Tyrant, Exxplorer, Exumer, Ruthless, Cloven Hoof, Aska, Atlantean Kodex, In Solitude
25. April: Armored Saint, Nwobhm Anniversary, Picture, Zouille, Living Death, Rigor Mortis, Militia, The Gates of Slumber, Procession, Deja Vu
- Keep It True XIII (23./24. April 2010, Tauberfrankenhalle Lauda-Königshofen)

23. April: Steelwing, Roxxcalibur, Crystal Viper, Emerald, Obsession, Anacrusis, Watchtower, Savage Grace, Omen
24. April: Mortician, Heart of Cygnus, RAM, ADX, Kalapacs, Warrant, Satan’s Host, Tygers of Pan Tang, Demon, Fifth Angel
- Keep It True XIV (29./30. April 2011, Tauberfrankenhalle Lauda-Königshofen)

29. April: Masters of Metal (Agent Steel), Vicious Rumors, Griffin, Breaker, Brocas Helm, Slauter Xstroyes, Bitch, Damien Thorne, Hellhound, Alpha Tiger
30. April: Crimson Glory, Malice, Satan, Sacrifice, Sledge Leather, Death Dealer, Metalucifer, Saracen, Enforcer, Sign of the Jackal
- Keep It True XV (27./28. April 2012, Tauberfrankenhalle Lauda-Königshofen)

27. April: Psychotic Waltz, Sword, Slough Feg, Mystic Force, Oz, Adramelch, Witch Cross, Portrait, Cauchemar
28. April: Arch / Matheos, NWoBHM-Allstar-Band, Anvil, Tytan, Tension, Whiplash, Ostrogoth, Sentinel Beast, Fueled by Fire, Volture
- Keep It True XVI (19./20. April 2013, Tauberfrankenhalle Lauda-Königshofen)

19. April: Borrowed Time, Eliminator, Air Raid, High Spirits, Morbid Saint, Quartz, Holocaust (als Ersatz für Razorwyre), Medieval Steel, Liege Lord, Possessed
20. April: Evil Invaders (als Ersatz für Anvil Bitch), Attic, Toranaga, Midnight, October 31, Legend, Jack Starr, Steel Prophet, Angel Witch, Warlord
- Keep It True XVII (25./26. April 2014, Tauberfrankenhalle Lauda-Königshofen)

25. April: Stallion (als Ersatz für Masque), Ranger, Deep Machine, Karion, Battleaxe, Hexx, Sinner, Atlantean Kodex, Warrior (als Ersatz für Dark Angel), Flotsam and Jetsam, Jag Panzer
26. April: Iron Kingdom, Night Demon, Iron Curtain, Persian Risk, Vardis, Lethal, Toxik, Metal Church
- Keep It True XVIII (24./25. April 2015, Tauberfrankenhalle Lauda-Königshofen)

Exciter, Riot V, Uli Jon Roth, Titan Force, M-Pire of Evil, Leatherwolf, Shok Paris, Fist, At War, Heathen’s Rage, Jutta Weinhold Band, Blaspheme, Mindless Sinner, Artizan, Cobra, Iron Thor, Mausoleum Gate, The Unholy, Sacral Rage
- Keep It True XIX (29./30. April 2016, Tauberfrankenhalle Lauda-Königshofen)

Fates Warning, Razor, Ross the Boss (als „Secret Band“ angekündigt), Heir Apparent, Praying Mantis, The Rods, Rock Goddess, Tokyo Blade, Kenn Nardi, Artch, Thrust, SDI, Mythra, Ski, Iron Cross, Savage Master, Dexter Ward, Terminus, Metalian
- Keep It True XX (28./29. April 2017, Tauberfrankenhalle Lauda-Königshofen)[27]

Cirith Ungol, Manilla Road, Omen, Ashbury, Medieval Steel, Q5, Atrophy, Leather Leone, Atlantean Kodex, Majesty, Night Demon, Traitors Gate, Visigoth, Wytch Hazel, Eternal Champion
- Keep It True XXI (27./28. April 2018, Tauberfrankenhalle Lauda-Königshofen)[28]

Alien Force, Demon, Heavy Load, Flotsam and Jetsam, Raven, Hittman, Winterhawk, Steve Grimmett’s Grim Reaper, Siren, Saracen, Cerebus, Blaspheme, Taist of Iron, Stalker, Ironflame, Exhorder
- Keep It True XXII (26./27. April 2019, Tauberfrankenhalle Lauda-Königshofen)[29]

Mark Shelton (Manilla Road) Tribute, Arija, Sortilège, Agent Steel, Satan, Vicious Rumors, Anthem, Culprit, Cities, Texas Metal Legion, Midnight, Solstice, Sacred Rite, Juggernaut, Witherfall, Idle Hands, Traveler, Sabïre
- Keep It True XXIII (2023, Tauberfrankenhalle Lauda-Königshofen)

Aria, Cirith Ungol, Crypt Sermon, Geoff Tate, Heathen, Helstar, Infernal Majesty, Old Mother Hell, Sanctuary, Sanhedrin, Slough Feg

### Keep It True Rising – Line-Ups
- Keep It True Rising (19./20. November 2021, Posthalle Würzburg)[30]

Candlemass, Triumph of Death, Kate’s Acid, Ostrogoth, Velvet Viper, Seven Sisters, Century, The Night Eternal, Venator, Blind Guardian, Demon, Atlantean Kodex, Praying Mantis, Killer, Nestor, Wheel, Megaton Sword, Sphinx
- Keep It True Rising 2 (30. September/1./2. Oktober 2022, Posthalle Würzburg)[31]

Steve Grimmett Tribute, Holocaust, Saracen, Mythra, Kev Riddles’ Baphomet, Witch Cross, Saxon, Diamond Head, Paul Di’Anno, Tygers of Pan Tang, Quartz, Avenger, Blitzkrieg, Demon Pact, Wytch Hazel, Riot City, Konquest, Venom Inc., Riot V, Satan, Tyrant, Gravestone, Cloven Hoof, Torch, Tytan, Tentation, Iron Fate
- Keep It True Rising III (6./7. Oktober 2023, Posthalle Würzburg)[32]

Amethyst, Witchunter, Triumpher, Destructor, Q5, Evil Invaders, Omen, Alive And Dangerous, Flotsam and Jetsam, Doro; Tailgunner, Claymorean, Wizzard, Phantom Spell, Ambush, Metalucifer, Enforcer, Watchtower, Metal Church, Udo Dirkschneider
- Keep It True Rising IV (4./5. Oktober 2024, Posthalle Würzburg)[33]

(Warm Up 3. Oktober: Tyran, Hellfire, Haunt, Marta Gabriel, Night Demon) Animalize, Writhen Hilt, Thriller, Traveler, Hellwitch, Crystal Viper, Demon, Nasty Savage, Pentagram, Cirith Ungol, Kerrigan, Legendry, Fastkill, Praying Mantis, Stress & Metal Lady, Savage Master, Victory, Leather, Y&T, Crimson Glory